# Live at the Rainbow '74
Live at the Rainbow '74 is een livealbum en -video van de Britse rockband Queen. Het album werd opgenomen op 31 maart en 19 en 20 november 1974 in het Rainbow Theatre in Londen tijdens de Queen II Tour en Sheer Heart Attack Tour. Het album werd uitgebracht op enkele cd, dubbele cd, dvd, sd blu-ray en vinyl op 8 september 2014 in Europa en op 9 september in de Verenigde Staten. Ook verscheen er een deluxe-box set met reproducties van verschillende memoralia met betrekking tot de concerten. De versie op één cd en dvd bevat enkel opnames van de concerten van 19 & 20 november, terwijl de dubbele cd en vinyl ook het concert op 31 maart bevatten. De dvd en blu-ray bevatten ook vier nummers van het concert op 31 maart. Enkele nummers van de concerten van 19 & 20 november verschenen in 1992 al op VHS op de Box of Tricks.

## Tracklist

### Enkele cd/dvd/blu-ray (20 november)
1. "Procession" (May)
2. "Now I'm Here" (May)
3. "Ogre Battle" (Mercury)
4. "Father to Son" (May)
5. "White Queen (As It Began)" (May)
6. "Flick of the Wrist" (Mercury)
7. "In the Lap of the Gods" (Mercury)
8. "Killer Queen" (Mercury)
9. "The March of the Black Queen" (Mercury)
10. "Bring Back That Leroy Brown" (Mercury)
11. "Son and Daughter" (May)
12. "Guitar Solo" (May)
13. "Son and Daughter (Reprise)" (May)
14. "Keep Yourself Alive" (May)
15. "Drum Solo" (Taylor)
16. "Keep Yourself Alive (Reprise)" (May)
17. "Seven Seas of Rhye" (Mercury)
18. "Stone Cold Crazy" (Deacon, May, Mercury, Taylor)
19. "Liar" (Mercury)
20. "In the Lap of the Gods...Revisited" (Mercury)
21. "Big Spender" (Coleman, Fields)
22. "Modern Times Rock 'n' Roll" (Taylor)
23. "Jailhouse Rock" (Leiber, Stroller)
24. "God Save the Queen" (traditioneel, arr. May)

#### Bonus op dvd/blu-ray (31 maart)
1. "Son and Daughter" (May)
2. "Guitar Solo" (May)
3. "Son and Daughter (Reprise)" (May)
4. "Modern Times Rock 'n' Roll" (Taylor)

### Dubbele cd/vierdubbele vinyl

#### Disk 1 (31 maart)
1. "Procession" (May)
2. "Father to Son" (May)
3. "Ogre Battle" (Mercury)
4. "Son and Daughter" (May)
5. "Guitar Solo" (May)
6. "Son and Daughter (Reprise)" (May)
7. "White Queen (As It Began)" (May)
8. "Great King Rat" (Mercury)
9. "The Fairy Feller's Master-Stroke" (Mercury)
10. "Keep Yourself Alive" (May)
11. "Drum Solo" (Taylor)
12. "Keep Yourself Alive (Reprise)" (May)
13. "Seven Seas of Rhye" (Mercury)
14. "Modern Times Rock 'n' Roll" (Taylor)
15. "Jailhouse Rock" (Leiber, Stroller) / "Stupid Cupid" (Greenfield, Sedaka) / "Be-Bop-A-Lula" (Vincent, Graves, Davis) (Medley)
16. "Liar" (Mercury)
17. "See What a Fool I've Been" (May)

#### Disk 2 (19 en 20 november)
1. "Procession" (May)
2. "Now I'm Here" (May)
3. "Ogre Battle" (Mercury)
4. "Father to Son" (May)
5. "White Queen (As It Began)" (May)
6. "Flick of the Wrist" (Mercury)
7. "In the Lap of the Gods" (Mercury)
8. "Killer Queen" (Mercury)
9. "The March of the Black Queen" (Mercury)
10. "Bring Back That Leroy Brown" (Mercury)
11. "Son and Daughter" (May)
12. "Guitar Solo" (May)
13. "Son and Daughter (Reprise)" (May)
14. "Keep Yourself Alive" (May)
15. "Drum Solo" (Taylor)
16. "Keep Yourself Alive (Reprise)" (May)
17. "Seven Seas of Rhye" (Mercury)
18. "Stone Cold Crazy" (Deacon, May, Mercury, Taylor)
19. "Liar" (Mercury)
20. "In the Lap of the Gods...Revisited" (Mercury)
21. "Big Spender" (Coleman, Fields)
22. "Modern Times Rock 'n' Roll" (Taylor)
23. "Jailhouse Rock" (Leiber, Stroller)
24. "God Save the Queen" (traditioneel, arr. May)

## Muzikanten
- John Deacon: basgitaar, achtergrondzang, triangel op "Killer Queen"
- Brian May: gitaar, achtergrondzang
- Freddie Mercury: zang, piano
- Roger Taylor: drums, percussie, achtergrondzang